# Amon Elloh
Amon Rébecca Grâce Elloh (* 25. Dezember 1994 in Grand-Bassam) ist eine ivorische Fußballspielerin.

## Karriere

### Verein
Elloh startete ihre Karriere mit Bonoua Sport. Nachdem sie bei Bonoua Sport sämtliche Jugendteams durchlaufen hatte, wechselte sie im Frühjahr 2010 in der Ligue 2 zu Sisters of Eleven Gagnoa. Im August 2012 verkündete sie ihren Wechsel von Sisters of Eleven zum Stadtrivalen Onze Séurs de Gagnoa in die höchste ivorische Frauenliga.

### Nationalmannschaft
Seit August 2012 gehört sie zum Kader für die Ivorische Fußballnationalmannschaft der Frauen und spielte ihr Debüt am 13. Oktober 2012 gegen die Senegalesische Fußballnationalmannschaft der Frauen. Am 26. Oktober 2012 wurde Elloh in die A-Nationalmannschaft, für den Coupe d’Afrique des nations féminine de football nominiert.